# Red Lake Falls
Red Lake Falls é uma cidade localizada no estado americano de Minnesota, no Condado de Red Lake.

## Demografia
Segundo o censo americano de 2000, a sua população era de 1590 habitantes.
Em 2006, foi estimada uma população de 1529, um decréscimo de 61 (-3.8%).

## Geografia
De acordo com o United States Census Bureau tem uma área de
5,5 km², dos quais 5,5 km² cobertos por terra e 0,0 km² cobertos por água. Red Lake Falls localiza-se a aproximadamente 316 m acima do nível do mar.

## Localidades na vizinhança
O diagrama seguinte representa as localidades num raio de 28 km ao redor de Red Lake Falls.